# Julia Numßen
Julia Numßen (* 1968) ist eine deutsche Fachbuchautorin zur Jagd.

## Werdegang
Die gelernte Fotografin und Redakteurin schreibt für deutsche Jagdzeitschriften und ist Chefredakteurin des Jagdmagazin „PASSION“. Sie hat Fachbücher als Mitautorin zur Hundeausbildung veröffentlicht und führt Foxterrier und Cocker-Spaniel. Sie ist seit ihrem 16. Lebensjahr Jägerin.

## Schriften (Auswahl)
- Handbuch Jägersprache, Alle Fachbegriffe von A – Z kompakt erklärt, München 2017, ISBN 978-3-8354-1728-1

| Personendaten    | Personendaten                     |
| ---------------- | --------------------------------- |
| NAME             | Numßen, Julia                     |
| KURZBESCHREIBUNG | deutsche Fachbuchautorin zur Jagd |
| GEBURTSDATUM     | 1968                              |